# Стефан Антіґа

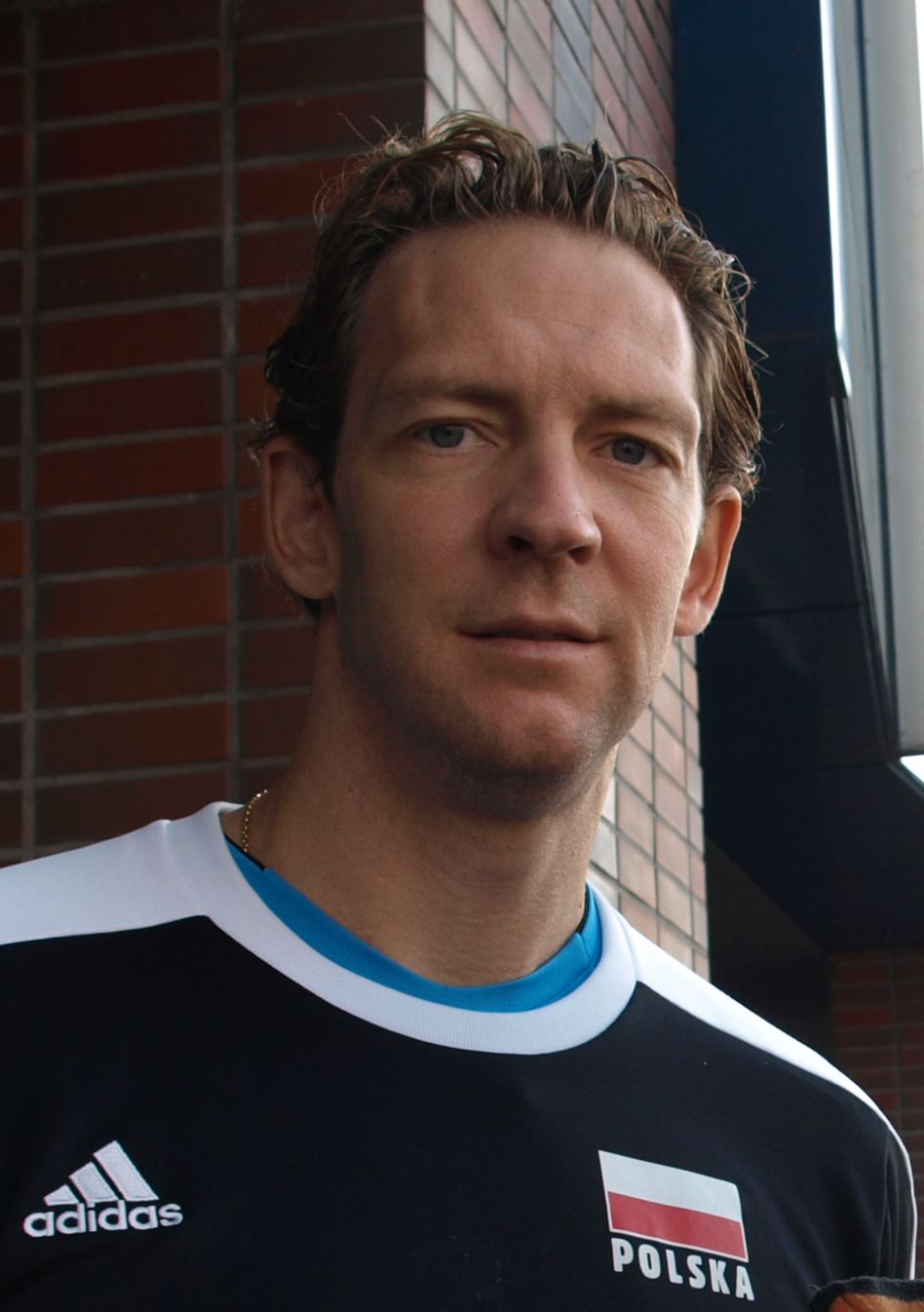
У футболці збірної Польщі під час чемпіонату світу 2014 у Польщі.

Стефа́н Антіґа́, або Стефан Антіга (фр. Stéphane Antiga; нар. 3 лютого 1976) — французький волейбольний тренер, колишній волейболіст, який грав на позиції догравальника. Головний тренер польського жіночого клубу «Девелопрес» (Ряшів).

## Життєпис
Народжений 3 лютого 1976 року.
Грав у клубах «Парі Юніверсіте Кляб» (1994—1998), «Парі Воллей» (1998—2003), «Ноіком Бребанка» (Кунео, 2003—2004), «Клюб Волейболь Портоль» (Club Voleibol Pòrtol, Пальма, Іспанія, 2004—2007), «Скра» (Белхатів, 2007—2011, 2013—2014), «Делекта» (Бидгощ, 2011—2013).
У 2016 році очолив збірну Канади.
Під час засідання правління Польської федерації волейболу в м. Ястшембе-Здруй на початку грудня 2021 року вийшов до фінальної стадії відбору кандидатури на посаду наставника жіночої збірної Польщі (інші кандидати — італійці Алессандро К'яппіні, Стефано Лаваріні й Данієле Сантареллі; колишній очільник італійок Массімо Барболіні до фіналу не потрапив).
Головний тренер польського жіночого клубу «Девелопрес», який у гостьовому матчі Ліги чемпіонів 2021—2022 переміг український СК «Прометей» (Кам'янське) 3:1.
Розмовляє польською мовою.

## Досягнення

### Гравець
- Переможець Ліги чемпіонів ЄКВ[3]
- Чемпіон Франції

### Тренер
зі збірною Польщі
- Чемпіон світу 2014[3]
- Бронзовий призер Кубка світу 2015[3]

зі збірною Канади
- [7]